# 처녀
처녀(處女)는 결혼하지 않은 성인 여성을 뜻한다. 처자(處子)라고도 하며, 결혼하지 않은 성인 남성은 총각이라고 한다. 배우자 없이 혼자 사는 여성을 독신녀(獨身女) 또는 독신여성(bachelorette)이라고 하는데, 처녀는 생물학적으로 성교를 하지 않아 처녀성을 간직한 여자를 구별해서 부르는 말이다. 어떨 땐 한창 젊은 여자를 뜻하는 말이기도 하다. 또한 처녀는 순결하다고 여겨진다.
상대적으로 결혼 적기가 지난 나이대에도 불구하고 결혼하지 않은 여자를 노처녀라고 한다. 과거에는 결혼 연령이 낮아 20대 후반부터 노처녀라고 불렀으나, 현재는 40대 이상을 의미한다.

## 같이 보기
- 처녀성
- 처녀막
- 올드미스
- 골드미스
- 독신